# ポーリンの危難
『ポーリンの危難』（ポーリンのきなん、 Perils of Pauline）は、 1914年のアメリカのサイレントの連続活劇映画で、パール・ホワイトが主演である。 日本では当初、『第一遺産』という邦題で公開されたため、この一連の連続活劇の題名を『ポーリン』とだけする資料もある。

## キャスト
- ポーリン・マーヴィン - 遺産を相続した女性 : パール・ホワイト
- ハリー・マーヴィン : クレイン・ウィルバー
- レイモンド・オーウェン - 養父の陰険な秘書（ヨーロッパ版ではケルナーと呼ばれている） : ポール・パンツァー
- サンフォード・マーヴィン : エドワード・ホセ
- モンゴメリー・ヒックス - オーウェンの子分 : フランシス・カーライル
- バルタザール - ジプシーのリーダー : クリフォード・ブルース
- ブリンキー・ビル : ドナルド・マッケンジー
- サマーズ中尉 : ジャック・スタンディング
- ルシール : エレノア・ウッドラフ

## 製作
当時、新聞小説として連載する物語が、その週末には映画で見られるという連携の仕方は、売り上げをあげて、連続活劇映画は育っていった。
新聞王だったウィリアム・ランドルフ・ハーストは、自身も資金をテコ入れしプロットの開発に携わっており、自ら題名をつけ、自分の新聞に大々的なパブリシティを張らせて、結果的に最大の興行成績をあげ、連続活劇の女王パール・ホワイトを誕生させた。ウィリアム・ランドルフ・ハーストは、1914年3月23日にロウズ・ブロードウェイ劇場で行われた初上映にも出席している。

## 日本での上映
浅草・帝国館ではシリーズを最初「遺産」の題で上映。1916年（大正5年）10月7日「第一遺産」、10月14日「第二遺産」、10月21日「第三遺産」、次週から改題して、10月28日「ポーリン」、11月4日「第五ポーリン」、11月11日「第六ポーリン」、11月18日「第七ポーリン」、11月25日「第八ポーリン」、12月2日「第九ポーリン」、12月9日「第十ポーリン」という順序で封切りされた。12月16日の日付は推定でキネマ倶楽部（浅草）が「真物のポーリン大会」と銘打って新作を上映するむねの広告があるが、帝国館で上映された分との関係は不明。

## 評価
- イギリスの映画史家アンソニー・スライド（英語版）が『初期アメリカ映画（Early American Cinema）』（1970年）なる著作で、「不出来な脚本と演出」と決めつけているほど、作品そのものは粗っぽかった。にもかかわらず本作が当時の大衆を引きつけ、その後の連続活劇の代名詞のごとくなったのは、連続活劇の最も原初的な精神に支えられていたことと、パール・ホワイトの天性から導きだされる魅力にあった[2]。